# Lucy Vincent
Lucy Vincent, née Kukstas en 1958 à Stroud, Gloucestershire en Angleterre, est une neurobiologiste franco-britannique, auteure de livres consacrés à la plasticité du cerveau, et inventeure d'une méthode qui utilise le mouvement physique pour obtenir des bienfaits sur le corps et le cerveau. Elle a également été consultante pour l'industrie pharmaceutique et porte-parole des laboratoires Servier pendant l'affaire du Mediator, un procès sanitaire qui a eu lieu suite au retrait du marché du médicament.

## Biographie
Elle est d'origine anglo-lituanienne. Elle a épousé en premières noces Florian Perier, viticulteur à Saint-Émilion, et en deuxièmes noces le neurobiologiste Jean-Didier Vincent.

### Journaliste et écrivaine
Lucy Vincent a été animatrice et productrice d'une émission de France Culture, In Vivo, et également animatrice d'une émission de vulgarisation scientifique sur France Bleu Gironde.
Dans ses livres sur l'état amoureux, elle rend compte des mécanismes neuro-biologiques qui sous-tendent les relations sociales, en particulier via la distribution dans le cerveau des récepteurs de l'ocytocine et de la vasopressine. Elle présente des données de recherche pour montrer comment la pression sélective pour les différences inter-individuels et inter-espèces de la distribution des récepteurs se trouve dans la vulnérabilité de l'individu par rapport à son environnement. Ses livres parlent en particulier du phénomène de l'amour passionnel qui serait un comportement stéréotypé pour assurer l'attachement d'un homme et d'une femme pendant la période nécessaire à la survie de leur enfant. Le choix de l'amoureux se ferait selon des critères inconscients liés à la compatibilité et à la fertilité comme par exemple l'odeur ou les phéromones qui permettent de détecter un patrimoine génétique immunitaire complémentaire pour assurer à sa progéniture un plus grand éventail d'anticorps, donc une meilleure santé.
Si le couple se forme, chaque individu, dans un premier temps :
- est neurobiologiquement programmé pour rester "addicte" de son partenaire pour le temps nécessaire pour qu'un enfant devienne moins vulnérable dans la nature. La période est estimée par des chercheurs à 18 à 36 mois. Pendant toute cette période, le cerveau occulte les aspects comportementaux du partenaire qui pourraient gêner : on dit que « l'amour est aveugle ». L'être humain (considéré par les chercheurs comme un "monogame sérial" privilégie alors un seul partenaire.
- fonctionne avec le sentiment amoureux comme avec une drogue. Quand on est amoureux, le cerveau active des systèmes de récompense. Il se met par exemple à sécréter des neurotransmetteurs (endorphines et catécholamines) en présence du partenaire. Comme avec les drogues, le phénomène de manque se fait sentir au moment d'une rupture (psychologiquement et physiologiquement).

Lucy Vincent propose que dans le monde occidental moderne, où les enfants ne quittent la maison familiale qu'après l'âge de 18 ans, l'être humain doit se concentrer sur la construction dans le couple d'un « amour amitié » qui peut durer toute une vie.
Il faut noter que les thèses avancées par Lucy Vincent ne sont pas, comme certains ont prétendu, en conflit avec l'existence de l'amour entre homosexuels. La passion amoureuse est un comportement qui a été mis en place dans le cerveau sous la pression de la sélection naturelle pour la survie de l'enfant humain, très vulnérable. Ce comportement perdure aujourd'hui malgré l'absence de la pression de sélection dans les sociétés occidentales[réf. nécessaire].
La plasticité du cerveau est aussi le sujet du livre "Faites danser votre cerveau" dans lequel elle explore les voies de communication entre le corps et le cerveau et démontre les effets de mouvements complexes sur le cerveau et leurs répercussions sur le bien-être, la santé, l'apprentissage etc.

### Consultante médiatique
À la fin des années 1990, elle travaille comme consultante pour les laboratoires Servier dans l'affaire de l'Isoméride.
Elle est embauchée par le laboratoire, en 2005, comme directrice générale chargée des relations extérieures. Elle s'exprime médiatiquement pour défendre son entreprise pendant l'affaire du Mediator,,.
Elle est membre à partir de 2008 du Conseil d'analyse de la société (CAS), ancien organisme gouvernemental français (220-2013) placé auprès du Premier ministre avec la mission « d'éclairer les choix politiques du Gouvernement par l'analyse et la confrontation des points de vue, lorsque les décisions à prendre présentent des enjeux liés à des faits de société ». Il était présidé par le Premier Ministre et Luc Ferry en fut le vice-président.

## Ouvrages
Lucy Vincent est auteur avec Jean-Didier Vincent de plusieurs travaux publiés dans des revues médicales et scientifiques internationales ,,,,,,,  ainsi que d'ouvrages de vulgarisation scientifique: 
- L'Amour de A à X-Y (Essai, Odile Jacob, 2010).
- La Formule du désir (Roman, Albin Michel, 2009).
- Où est passé l'amour ? (Étude, Odile Jacob, 2007)
- Petits arrangements avec l’amour (Essai, Odile Jacob, 2005)
- Comment devient-on amoureux ? (Essai, Odile Jacob, 2004).
- La Forme et la frime (Essai, Odile Jacob, 1998).
- Faites Danser Votre Cerveau (Essai, Odile Jacob, 2018).